# Stammliste der Ezzonen
Diese Seite enthält eine detaillierte Stammliste der Ezzonen.
Siehe auch den Hauptartikel Ezzonen.

## Stammliste
1. Erenfried I, 866/904 bezeugt, 877 Graf im Bliesgau, 895 Graf von Charmois; ⚭ Adelgunde von Burgund, 890/902 bezeugt, Tochter von Markgraf Konrad II.
  1. Eberhard I., 904/937 bezeugt, 904 Graf im Keldachgau, 913 Graf im Bonngau
    1. Hermann I., 922/948 Graf im Auelgau
      1. Eberhard II., 947 bezeugt, † 10. Mai 966, 953 Graf im Auelgau
      2. Gottfried, 966/970 Graf im Auelgau

    2. Erenfried II., 942/966 bezeugt, † vor 970, 942 Graf im Zülpichgau, 945 Graf im Bonngau, 950 Graf im Ruhrgau/Keldachgau, 946/959 Graf in der Grafschaft Huy; ⚭ Richwara
      1. Hermann Pusillus, † 996, 972, 992, 993 Graf im Bonngau, 978, 978 Graf im Eifelgau, 976 Graf in Gerresheim[1], 981 Graf im Zülpichgau, um 985/989 Pfalzgraf von (Nieder-)Lothringen, 996 Graf im Auelgau; ⚭ Heylwig aus der Familie des heiligen Ulrich, Bischof von Augsburg, † 22. Januar …
        1. Ezzo (Erenfried) † 21. Mai 1034 in Saalfeld, Graf im Auelgau und Bonngau, 1020 Pfalzgraf von Lothringen, 1024 Stifter und Vogt der Abtei Brauweiler, dort auch begraben; ⚭ vor 15. Juni 991 Mathílde von Sachsen, † 4. Dezember 1025 in Echtz[2], Tochter von Kaiser Otto II., begraben in Brauweiler (Liudolfinger)
          1. Ludolf, † 11. April 1031, Erbe der Herrschaft Waldenburg, Vogt der Abtei Brauweiler, dort auch begraben; ⚭ Mathilde von Zütphen, Tochter von Graf Otto
            1. Heinrich, † nach 31. Oktober 1031
            2. Konrad (Kuno), † 1053 in Ungarn, wohl am 15. Dezember oder erst in 1055[3], 1031 Vogt der Abtei Brauweiler, 1049/53 Herzog von Bayern, abgesetzt, begraben in St. Maria ad Gradus in Köln; ⚭ 1036 Judith von Schweinfurt, Tochter von Markgraf Otto (Schweinfurt (Adelsgeschlecht)), heiratete in zweiter Ehe Boto Graf von Pottenstein, † 1. März 1104 (Aribonen)
            3. Adelheid[4], 1059 bezeugt, Erbin ihres Bruders Konrad; ⚭ Gottschalk von Zutphen

          2. Otto, † 7. September 1047 auf der Tomburg, 1025 Graf im Deutzgau, 1035 Pfalzgraf von Lothringen, 1045 Herzog von Schwaben, begraben in Brauweiler; ⚭ NN, wohl Tochter von Hugo VI., Graf von Egisheim (Etichonen)
            1. Richenza, † in einem März vor dem 11. Januar 1083, ⚭ I Hermann III., Graf von Werl, † vor 1050; ⚭II um 1050 Otto I., Graf von Northeim, 1061/70 Herzog von Bayern, 1047 bezeugt, † 11. Januar 1083

          3. Richeza primogenita, bis 1036 Königin von Polen, † 21. März 1063 in Saalfeld, begraben in St. Maria ad Gradus in Köln; ⚭ um 1013 Mieszko II. Lambert, 1025 König von Polen, † 10. Mai 1034 (Piasten).
          4. Hermann, † 11. Februar 1056 in Köln,1033 Dompropst in Köln, 1034–1037 Kanzler des HRR für Italien, Vogt der Abtei Brauweiler, 1036–1056 Erzbischof von Köln, Abt von St. Ursula (Köln), 1049 Erzkanzler der Römischen Kirche
          5. Adelheid, † 20. Juni vor 1011, um 1003 Äbtissin von Nivelles, 1051 in Brauweiler bestattet
          6. Theophanu, † 5. März 1056, 1039 Äbtissin von Essen, Äbtissin von Gerresheim, Pröpstin von Rellinghausen, begraben in der Abtei Essen
          7. Heylwig, † September 1076, wohl am 21., 1076 Äbtissin von St. Quirin in Neuss
          8. Mathilde, † wohl 1051/57, nach 1021 Äbtissin von Dietkirchen und Vilich, beide heute in Bonn
          9. Sophia, † 1045/58 in Mainz, 1027 Nonne, dann Äbtissin von St. Maria ad Gradus (Mainz)
          10. Ida, † 7. oder 8. April 1060, 1027 Nonne in St. Maria ad Gradus (Mainz), vor 1038 Äbtissin von St. Maria in Gandersheim, 1049 Äbtissin von St. Maria im Kapitol in Köln, dort auch bestattet
          11. (unehelich) Heinrich, † 1. Mai 1093, 1055/93 Abt von Gorze
          12. (unehelich) Wazzela/Azela, ⚭ Rutger, wohl Rutger von Kleve, 1020/50 bezeugt, † vor 1051
          13. (unehelich) Ezzo, † vor 1075, 1063 Abt von Saalfeld

        2. Hezzelin (Hermann), † 20. November 1033, Graf im Zülpichgau, Vogt von Kornelimünster, begraben in Brauweiler; ⚭ NN (wohl Tochter von Konrad I., Herzog von Kärnten (Salier))
          1. Heinrich Furiosus, † 29. Juli 1060 im Kloster Echternach, 1045 Pfalzgraf von Lothringen, Vogt der Abtei Brauweiler und von Sankt-Servatius in Maastricht; ⚭ Mathilde von Lothringen, † ermordet von ihrem Ehemann 17. Juli 1060 auf Burg Cochem, Tochter von Gotzelo I., Herzog von Niederlothringen (Wigeriche), Witwe von Sigebodo
            1. Hermann II., † 20. September 1085, 1064 Pfalzgraf von Lothringen, 1065/78 Graf im Ruhrgau; ⚭ Adela von Orlamünde, 1069 bezeugt, † 28. März 1100, Erbin von Orlamünde, Tochter von Otto I., Graf von Weimar, 1062 Markgraf von Meißen, Witwe von Adalbert II., Graf von Ballenstedt (Askanier), heiratete in dritter Ehe 1089 Heinrich II. von Laach, 1085 Pfalzgraf bei Rhein, † 12. April 1095 (Wigeriche)
              1. 2 Kinder, † 1086

          2. Konrad, 1051 bezeugt, † 1061, 1057 Herzog von Kärnten
          3. Eberhard, * um 1010; † 15. April 1066 in Trier, Erzbischof von Trier 1047–1066

        3. Richenza, 1040/49 Äbtissin von Nivelles
        4. Adolf I. (* um 975; † um 1041), Graf im Keldachgau, Vogt von Deutz[5] → Nachfahren siehe hier, Haus Saffenberg und Berg

      2. Erenfried, 904 Abt von Gorze, 994/999 Abt von Sint-Truiden

    3.  ? Eberhard, † vor 964, Graf in Drenthe und im Salland 944/960
      1. Dietrich, * wohl 929, † 7. September 984 in Metz, begraben in Saint-Vincent in Metz, Domherr zu Halberstadt, 965/984 Bischof von Metz
      2. Unruoch/Hunerik, † vor 1026, Graf in Teisterbant 981/1010
        1. Everhard, † jung 978
        2. Fretehard, nach 996 Graf in Teisterbant
          1. Unruoch, 1064 Graf in Kempenland (Kempengau) – Nachkommen sind die Herren von Cuijk (Kuyc), † nach 1357
          2. Dietrich
          3. Eberhard, in der Betuwe und Teisterbant
            1. Adelheid, † nach 1086, gründet 1086 die Abtei Affligem; ⚭ Heinrich II., Graf von Löwen, † 1078 oder 1079, begraben in Nivelles (Reginare)

        3. Adalbold, † nach 21. Juli 1026, 1012/26 Bischof von Utrecht
        4. Godizo, † 1018, Graf in der Betuwe, ⚭ Bertha/Bave

      3. Berengar, † vor 975, nach 956 Bischof von Cambrai

  2. Hermann, 889/924 Erzbischof von Köln, Kanzler von König Zwentibold
  3. Erenfried, 903/907 Hofkaplan und Kanzler